# Бајконур
Бајконур (рус. Байкону́р, каз. Байқоңыр), претходно зван Лењинск, је затворени град у Казахстану, који је изнајмљен и под управом Русије.
Насеље је изграђено након изградње космодрома Бајконур, како би задовољио потребе људи запослених у космодрому, поступно је расло, да би 1966. године добило статус града.
Подручје града изнајмљено је Русији на управљање до 2050. године, а само подручје је облика елипсе, простире се 90 km у смеру исток-запад и 85 km у смеру север-југ, а космодром се налази у средишту овала.
Пре изградње војне базе, на подручју града налазила се железничка станица Тјуратам.
Првобитни назив града је био Лењинск све до преименовања у Бајконур одлуком Бориса Јељцина 20. децембра 1995. године.
Мали рударски град Бајконур се налазио неколико стотина километара североисточно од овог града.
Граду основаном у близини космодрома је дато исто име како би се сакрила права локација космодрома.